# クレイブン郡 (ノースカロライナ州)
クレイブン郡（英: Craven County）は、アメリカ合衆国ノースカロライナ州の南東部に位置する郡である。人口は10万0720人（2020年）。郡庁所在地はニューバーンであり、同郡で人口最大の都市である。
クレイブン郡はニューバーン都市圏に属している。

## 歴史
クレイブン郡の郡名は初代クレイブン伯爵ウィリアム・クレイブン（1608年-1697年）に因んで名付けられた。クレイブン郡は1712年にバス郡（現在は廃郡）から分離して設立された。

## 郡政府
クレイブン郡は地域の東部カロライナ自治体委員会のメンバーである。

## 地理
アメリカ合衆国国勢調査局に拠れば、郡域全面積は774平方マイル (2,004.7 km2)であり、このうち陸地708平方マイル (1,833.7 km2)、水域は66平方マイル (170.9 km2)で水域率は8.49%である。

### 主要高規格道路
- アメリカ国道17号線
- アメリカ国道70号線
- ノースカロライナ州道41号線
- ノースカロライナ州道43号線
- ノースカロライナ州道55号線
- ノースカロライナ州道101号線
- ノースカロライナ州道118号線
- ノースカロライナ州道306号線

### 隣接する郡
- ボーフォート郡 - 北東
- パムリコ郡 - 東
- カータレット郡 - 南東
- ジョーンズ郡 - 南西
- レノア郡 - 西
- ピット郡 - 北西

### 国立保護地域
- クロアタン国立の森（部分）

## 人口動態
以下は2000年国勢調査による人口統計データである。
| 基礎データ - 人口: 91,436人（2010年は103,908人） - 世帯数: 34,582 世帯 - 家族数: 25,071 家族 - 人口密度: 50人/km2（129人/mi2） - 住居数: 38,150軒 - 住居密度: 9軒/km2（23軒/mi2） 人種別人口構成 - 白人: 69.94% - アフリカン・アメリカン: 25.12% - ネイティブ・アメリカン: 0.42% - アジア人: 0.99% - 太平洋諸島系: 0.06% - その他の人種: 1.78% - 混血: 1.68% - ヒスパニック・ラテン系: 4.02% | 年齢別人口構成 - 18歳未満: 24.6% - 18-24歳: 12.8% - 25-44歳: 27.9% - 45-64歳: 21.2% - 65歳以上: 13.4% - 年齢の中央値: 34歳 - 性比（女性100人あたり男性の人口） - 総人口: 101.9 - 18歳以上: 101.5 世帯と家族（対世帯数） - 18歳未満の子供がいる: 33.3% - 結婚・同居している夫婦: 56.8% - 未婚・離婚・死別女性が世帯主: 12.5% - 非家族世帯: 27.5% - 単身世帯: 23.4% - 65歳以上の老人1人暮らし: 8.9% - 平均構成人数 - 世帯: 2.50人 - 家族: 2.93人 | 収入と家計 - 収入の中央値 - 世帯: 35,966米ドル - 家族: 42,574米ドル - 性別 - 男性: 28,163米ドル - 女性: 21,412米ドル - 人口1人あたり収入: 18,423米ドル - 貧困線以下 - 対人口: 13.1% - 対家族数: 9.9% - 18歳未満: 18.5% - 65歳以上: 11.0% |

## 都市と町

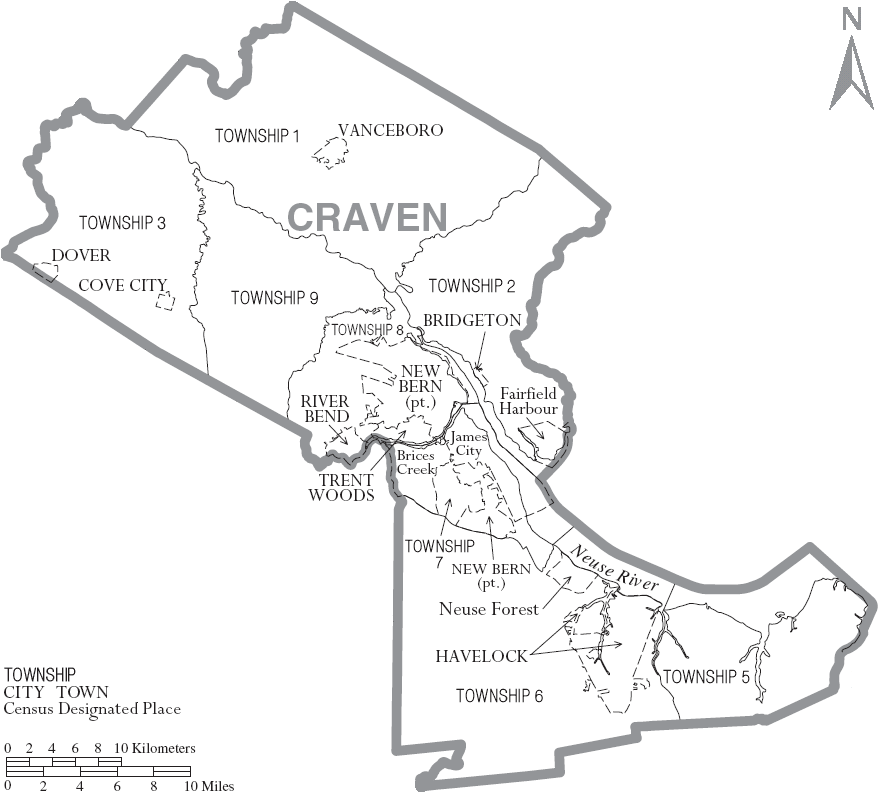
クレイブン郡の自治体と郡区

| - ブライシーズクリーク - ブリッジトン - コーブシティ - ドーバー - フェアフィールドハーバー - ハブロック - ジェイムズシティ - ニューズフォレスト | - ニューバーン - 郡庁所在地 - リバーベンド - トレントウッズ - バンスボロ - ハーロウ - チェリーポイント - チェリーブランチ - アダムズクリーク |